# I Can Do It with a Broken Heart
«I Can Do It with a Broken Heart» — песня американской певицы и автора-исполнителя Тейлор Свифт. Она была выпущена 19 апреля 2024 года на лейбле Republic Records в качестве тринадцатого трека её одиннадцатого студийного альбома The Tortured Poets Department (2024). Свифт написала и спродюсировала песню вместе с Джеком Антоноффом. 2 июля 2024 года Universal Music выпустило песню на итальянском радио в качестве второго сингла альбома. В треке «I Can Do It with a Broken Heart», написанном в стиле электропоп и данс-поп, присутствуют элементы хауса, просачивающиеся синтезаторные арпеджио и танцевальные биты бабблгама.
Текст песни отражает её бурное душевное состояние во время раннего тура Eras Tour в 2023 году, утверждая, что она переживает сердечную боль и вынуждена профессионально выступать. Некоторые критики сочли этот трек лучшим в альбоме, отметив его жизнерадостное исполнение. Другие же посчитали текст песни бессмысленным.
Свифт впервые исполнила песню на концерте The Eras Tour 9 мая 2024 года в Нантере (Париж, Франция).
Премьера клипа на песню «I Can Do It with a Broken Heart» состоялась 20 августа 2024 года на восьмом шоу в Лондоне, после того как Свифт закончила выступление. В клипе использованы кадры из выступлений, репетиций, зрителей и закулисных видео.

## Предыстория
Свифт начала работу над The Tortured Poets Department сразу после того, как представила Republic Records свой десятый студийный альбом Midnights для выпуска в 2022 году. Она продолжала работать над ним в тайне на протяжении всего американского тура Eras Tour в 2023 году. Замысел альбома возник примерно в то время, когда в СМИ появилась информация о прекращении шестилетних отношений Свифт с английским актёром Джо Элвином, и когда она также находилась в начале своего тура Eras Tour. Она описала The Tortured Poets Department как свой «спасательный круг», который ей «очень нужно было» сделать. Свифт анонсировала The Tortured Poets Department 4 февраля 2024 года на 66-й ежегодной церемонии вручения премии «Грэмми» во время своей речи в номинации «Лучший вокальный поп-альбом». Вскоре после анонса обложка альбома была опубликована на её профиле в Instagram. На сайте Свифт также появилась возможность предзаказа альбома на виниле, CD, кассете и в цифровом формате. Republic Records выпустила его 19 апреля 2024 года; песня «I Can Do It with a Broken Heart» занимает 13-е место в трек-листе.

## Композиция
Свифт написала и спродюсировала «I Can Do It with a Broken Heart» вместе с Джеком Антоноффом, который спрограммировал трек и сыграл на барабанах, фортепиано и синтезаторе. В записи трека приняли участие Лаура Сиск и Оли Джейкобс, которые исполнили фоновый вокал, перкуссию и произнесли слова. «I Can Do It with a Broken Heart» — это бодрая электропоп- и дэнс-поп песня. В ней присутствуют элементы хауса и танцевальный ритм в стиле бабблгам, что контрастирует с преимущественно угрюмой атмосферой альбома. Она инструментирована просачивающимися синтезаторными арпеджио. Критики сравнивали продакшн песни с треком Свифт 2022 года «Mastermind» и музыкой других исполнителей, таких как Робин или Pet Shop Boys.
Песня представляет собой «ободряющую речь» для самой себя о том, как упорствовать перед лицом публичной фигуры, несмотря на личную сердечную боль. Джоэл Калфи из Harper’s Bazaar счёл её «обманчиво жизнерадостной» песней, в которой «Свифт откровенно рассказывает о том, каково это — выступать, переживая сердечную боль». Музыкальные журналисты предположили, что в песне «I Can Do It with a Broken Heart» обсуждается необходимость Свифт скрывать свои негативные эмоции по поводу разрыва во время выступления в туре («Все части меня разбились вдребезги, когда толпа скандировала „ещё“»). Уилл Харрис из журнала Q написал, что текст песни демонстрирует «романтическое смятение и разбитое сердце», приводя в пример такие слова: «Я так подавлена, что каждый день веду себя так, будто это мой день рождения/ Я так одержима им, но он избегает меня, как чумы».

## Отзывы
Variety положительно отозвался о песне в своей рецензии на родительский альбом, посчитав её кульминацией альбома и предположив, что она «наверняка станет одним из самых обсуждаемых и переигрываемых треков». В рейтинге всех 31 треков антологического издания The Tortured Poets Department журнал Billboard поставил песню на восьмое место, посчитав её «зажигательной, язвительной и поразительно смешной». Лорен Уэбб из Clash назвала трек «триумфально-эрудированным».Джош Курп из Uproxx назвал «I Can Do It with a Broken Heart» одной из «сильных песен» альбома, а Алекс Хадсон из Exclaim! отметил, что её продюсирование делает её единственным треком, который выделяется в альбоме. Джонатан Киф из Slant Magazine считает, что песня является «жизнеспособным радиохитом».
Лора Снейпс, написавшая рецензию для The Guardian, сочла текст песни «свет, камера, улыбка стервы» «достойным мемов» и «дающим понять, почему она хотела вернуть [свою музыку] на TikTok». В обзоре для журнала New Musical Express Лора Моллой сочла, что песня «I Can Do It with a Broken Heart» «больше подходит для интернет-вируса, чем для чего-то более существенного». Оливия Хорн из Pitchfork аналогичным образом предположила, что текст песни был «пропитан мемами», а музыка была слишком знакома с прошлым сотрудничеством Свифт и Антоноффа. В отличие от неё, Том Брейхан из Stereogum написал, что песня продемонстрировала «музыкальную энергию и изобретательность», которая указывает на новый путь в творчестве Свифт, похвалив вокал и клавишные инструменты.

### Итоговые списки
USA Today назвал трек лучшей песней 2024 года, назвав её свифтовским обновлением философии «шоу должно продолжаться/слезы клоуна» и отметив, что она «по очереди язвительна („Я в такой депрессии, что веду себя так, будто у меня день рождения… каждый день“) и печальна („Разбившись, я упала на пол, и все частички меня разлетелись, пока толпа скандировала Еще“). Мораль такова: будь то суперзвезда в расцвете сил или смертный в трениках, единственный способ преодолеть обиду — вернуть себе силу. Это искусство».
| Публикация | Список                                                                                  | Место | Ссылки |
| ---------- | --------------------------------------------------------------------------------------- | ----- | ------ |
| Billboard  | Staff List: The 100 Best Songs of 2024                                                  | 48    | [ 31 ] |
| USA Today  | 10 best songs of 2024: Kendrick Lamar, Taylor Swift, Beyonce deliver a spectacular year | 1     | [ 30 ] |

## Музыкальное видео
20 августа 2024 года, сразу после финального шоу тура Eras Tour в Лондоне, Свифт анонсировала клип на песню «I Can Do It with a Broken Heart» в своих социальных сетях; экраны на стадионе также транслировали видео для зрителей. Премьера клипа состоялась вечером в 18:00 по восточному времени. В клипе собраны кадры из тура и закулисные ролики, в которых Свифт готовится к туру или переходит от одного сета к другому.

## Участники записи
По данным Tidal.
- Тейлор Свифт — вокал, автор, продюсер
- Джек Антонофф — программирование, виолончель, синтезатор, бас, электрогитара, акустическая гитара, фоновый вокал, меллотрон
- Оли Джейкобс — фоновый вокал, перкуссия, разговорная речь, инженер звукозаписи
- Сербан Генеа — микширование
- Брайс Бордоне — инженер по микшированию
- Лаура Сиск — инженер звукозаписи
- Джон Шер — ассистент инженера звукозаписи
- Джек Мэннинг — ассистент инженера звукозаписи
- Лорен Маркес — ассистент инженера звукозаписи
- Джо Колдуэлл — ассистент инженера звукозаписи
- Рэнди Меррилл — мастеринг
- Райан Смит — мастеринг
- Рэнди Меррилл — мастеринг

## Чарты
| Чарт (2024)                                 | Высшая позиция |
| ------------------------------------------- | -------------- |
| Австралия (ARIA)                            | 5              |
| Канада (Billboard Canadian Hot 100)         | 4              |
| Чехия (Singles Digitál Top 100)             | 21             |
| Финляндия (Suomen virallinen lista)         | 47             |
| Мир (Billboard Global 200)                  | 5              |
| Ирландия (IRMA)                             | 5              |
| Италия (FIMI)                               | 76             |
| Литва (AGATA)                               | 30             |
| Нидерланды (Single Top 100)                 | 35             |
| Новая Зеландия (Recorded Music NZ)          | 6              |
| Норвегия (VG-lista)                         | 27             |
| Словакия (Singles Digitál Top 100)          | 28             |
| Испания (PROMUSICAE)                        | 39             |
| Швеция (Sverigetopplistan)                  | 17             |
| Великобритания (UK Singles Chart)           | 8              |
| Великобритания (UK Singles Downloads Chart) | 22             |
| Великобритания (UK Streaming Chart, OCC)    | 6              |
| США (Billboard Hot 100) ·                   | 3              |
| США (Billboard Adult Contemporary)          | 14             |
| США (Billboard Adult Top 40)                | 4              |
| США (Billboard Mainstream Top 40)           | 6              |

| Чарт (2024)                       | Позиция |
| --------------------------------- | ------- |
| Австралия (ARIA)                  | 49      |
| Канада (Canadian Hot 100)         | 33      |
| Мир Global 200 (Billboard)        | 86      |
| Великобритания UK Singles (OCC)   | 38      |
| США Billboard Hot 100             | 35      |
| США Adult Pop Airplay (Billboard) | 28      |
| США US Pop Airplay (Billboard)    | 46      |

## Сертификации
| Регион                                                                      | Сертификация | Продажи |
| --------------------------------------------------------------------------- | ------------ | ------- |
| Австралия (ARIA)                                                            | Платиновый   | 70 000  |
| Бельгия (BEA)                                                               | Золотой      | 20 000  |
| Новая Зеландия (RMNZ)                                                       | Платиновый   | 30 000  |
| Португалия (AFP)                                                            | Золотой      | 5000    |
| Испания (PROMUSICAE)                                                        | Золотой      | 30 000  |
| Великобритания (BPI)                                                        | Платиновый   | 600 000 |
| Данные о продажах + прослушиваниях приведены только на основе сертификации. |              |         |

## История релиза
| Регион | Дата         | Формат                     | Версия                        | Лейбл     | Ссылка        |
| ------ | ------------ | -------------------------- | ----------------------------- | --------- | ------------- |
| Италия | 2 июля 2024  | Радиоэфир                  | Оригинальная                  | Universal | [ 68 ]        |
| США    | 12 июля 2024 | Contemporary hit radio     | Оригинальная                  | Republic  | [ 69 ]        |
| Мир    | 16 июля 2024 | Цифровые загрузки стриминг | Оригинальная инструментальная | Republic  | [ 70 ] [ 71 ] |